# آمیتابه

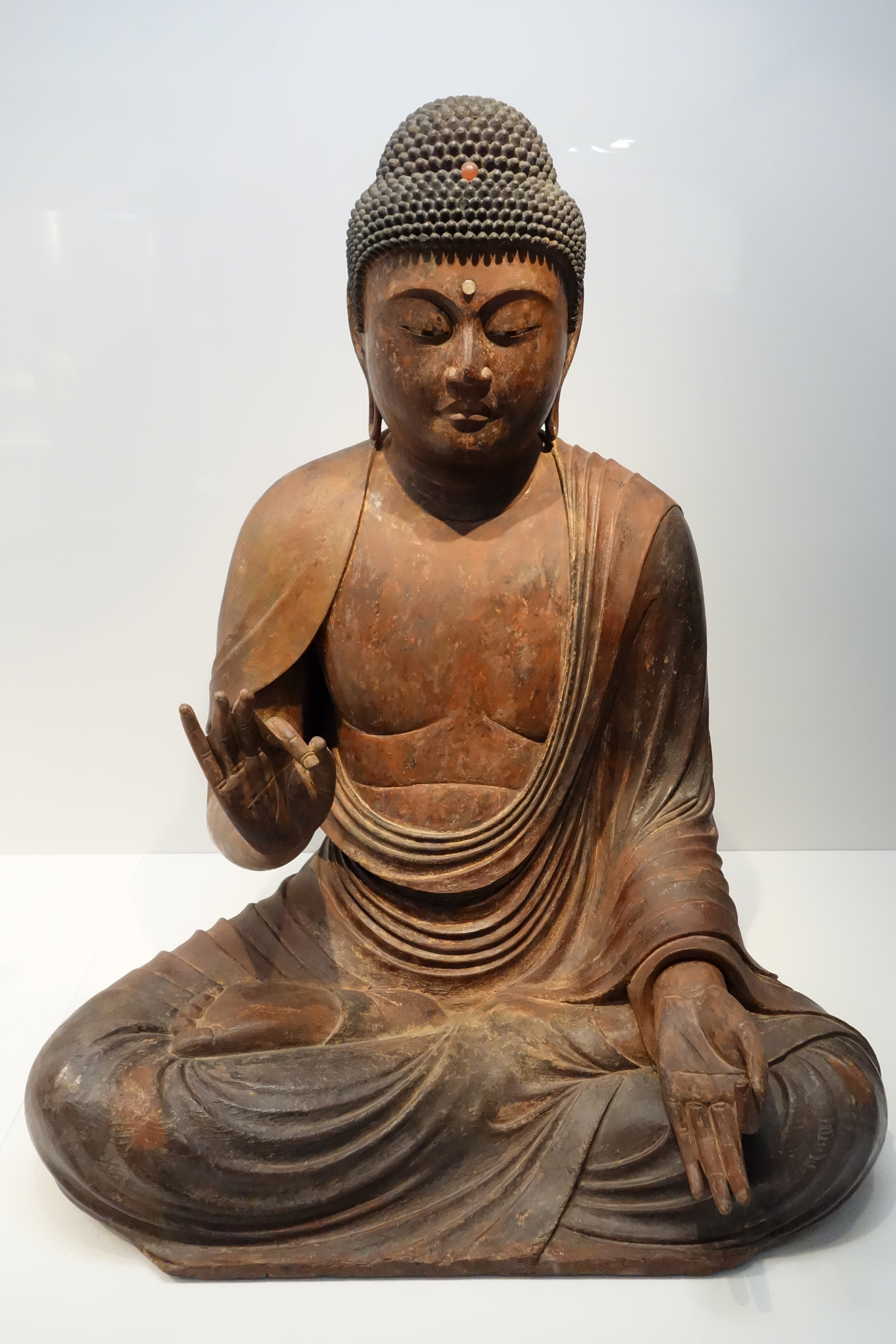
مجسمه آمیتابه پوشیده شده در ورق نازکی از طلا. موزه ملی توکیو، توکیو، ژاپن

آمیتابه (به سانسکریت:  अमिताभ, Amitābha) که نامش از واژهای سانسکریت گرفته شده است، بودای تفکر و مراقبه و حیات نامحدود هم خوانده می‌شود. در چین با عنوان «اومیتوفو»، در کره «آمیتا» و در ژاپن «آمیدا» خوانده می‌شود، بودای روشنایی و نورِ نامحدود است. او سوگند خورده است هر کسی را که از روی عقیده و ایمان او را بخواند، نجات داده و در تولد بعدی وی را در سرزمین پاک به دنیا خواهد آورد.

## در ژاپن
آمیداگرایی شاخه‌ای از دین بودایی است که در شرق آسیا رواج دارد. مطالب در ارتباط به آمیداگرایی در تعالیم سایچو در قرن نهم میلادی منظور شده بود و از لحاظ مادی به اولین موج مردمی شدن دین بودایی در بین مردم ژاپن کمک کرده بود اما گسترش وسیع و همگانی آن تا قبل از قرن دوازدهم به وقوع نپیوست. بودیسم آمیدا جاذبهٔ زیادی داشت چون شرایط و قیود آن برای کسب نجات و رستگاری بسیار سهل الوصل بود. مکاتب دیگر بودایی، دستیابی به تنویر و بصیرت بودایی را لازمهٔ نجات و رستگاری می‌دانستند و از پیروان خویش انضباطی سخت و تلاش شخصی بسیاری را مطالبه می‌کردند. در حالی که آمیدگرایی از پیروان خود تنها یک چیز را می‌خواست ایمان مطلق به «بودا آمیدا»، تجدید تولد در بهشت غربی بشارتی بود که به همهٔ کسانی که صرفاً با ایمان ساده نام آمیدا را می‌خواندند وعده داده می‌شد. این نظریهٔ نجات و رستگاری از طریق قدرت دیگری به طور طبیعی بسیار نزد تودهٔ مردم جاذبه داشت. تودهٔ مردم ژاپن فرصت کافی برای کسب مهارت در آداب و مراسم مشکل فرقه‌های تندای، شینگون و نارا را نداشتند. اولین فرقه آمیدایی که پیدا شد فرقه «یوزو نمبوتسو» بود که در همان اوایل کار در سال ۱۱۱۷ میلادی پایه‌گذاری شد لیکن حاوی بسیاری از تعالیم مکاتب قدیمی‌تر بود. البته تا قبل از تأسیس فرقه جودو در سال ۱۱۷۵ به دست راهبی به نام هونئن، آمیداگرایی شکل و قواره کامل خویش را به دست نیاورد. پس از درگذشت هونئن، جانشین وی، یکی از مریدان و شاگردان ممتاز او به نام شینران بود که در سال ۱۲۲۴ فرقه شین بودیسم (جودو شینشو) را تأسیس کرد. نظریات این دو چهرهٔ اصلاح طلب به سرعت در بین افراد کم سوادتر پخش شد.